# Mary J. Blige
Mary Jane Blige, dite Mary J. Blige, née le 11 janvier 1971 à New York quartier du Bronx, est une chanteuse, auteure-compositrice, productrice de musique de RnB et actrice américaine. Son univers musical est influencé par les musiques soul, rap et gospel. Connue notamment pour ses titres Family Affair et Be Without You, elle a déjà vendu plus de 40 millions de disques à travers le monde depuis ses débuts en 1992. Elle est triple lauréate des Grammy Awards de 2006 et porte le titre de « Queen of Hip-Hop Soul ».

## Biographie

### Enfance et famille
Mary Jane Blige, née le 11 janvier 1971, est la fille de Thomas Blige, musicien de jazz, et de Cora Blige, une infirmière. Mary Jane est en contact avec la musique dès son plus jeune âge. Mais Thomas, son père, quitte le foyer familial alors qu'elle n'est âgée que de 4 ans, les abandonnant, sa sœur aînée LaTonya et elle-même, à leur mère, Cora, qui les élève toute seule,.
Mary Jane révèle dans The Oprah Winfrey Show, le 1er février 2006, qu'elle a été abusée sexuellement pendant son enfance par un ami de la famille. Quelques années plus tard, la famille de Mary Jane quitte New York pour la banlieue de Yonkers, où elle vit dans un des HLM les plus dangereux de la cité. Mary Jane se réfugie alors dans la musique et la foi chrétienne : elle est la chanteuse principale dans la chorale de l'église qu'elle fréquente et, à 7 ans, gagne un concours de chanson en interprétant Respect d'Aretha Franklin.
Elle a un frère cadet, Bruce Miller (qui est lui l'auteur des paroles de plusieurs chansons dans l'album intitulé No More Drama) et une autre sœur, Jonquell, en plus de sa sœur aînée LaTonya Blige-DaCosta (qui danse avec elle dans le clip du tube mondial Family Affair).

### Vie personnelle
Mary J. a eu une relation pendant six ans (1991–1997) avec Cedric Hailey, alias K-Ci, chanteur principal de Jodeci, groupe-phare de la scène RnB américaine dans les années 1990.
En 2006, la mère de la fille de Nas, Carmen Bryan, a déclaré que le rappeur emblématique de Queensbridge, dans le quartier du Queens (New York), a eu une liaison avec Mary J,. autour de 1997 et 1998.
Elle a également été en couple avec le crooner RnB Case. La raison pour laquelle le couple se serait séparé, d'après les rumeurs, serait que Case avait l'impression de gérer les problèmes de Mary J. Blige issus de sa relation précédente avec K-Ci (désormais moitié du duo pop-RnB K-Ci & JoJo).
C'est en 2000 que débutent les amours de Mary J. avec Martin Kendu Isaacs, plus connu sous son deuxième prénom, Kendu, dans l'industrie musicale dans laquelle il officie comme cadre administratif. Kendu et Mary J. Blige se sont mariés le 7 décembre 2003 au cours d'une petite cérémonie privée au domicile de Mary J. Blige. La nouvelle Mme Isaacs est désormais la belle-mère des trois enfants que Kendu a eus d'un précédent mariage. Le couple divorce en juillet 2016,.

## Carrière

### 2019:My Life II (Act 2)
Le 16 avril 2019, Blige a annoncé qu’elle coanimerait une tournée d’été nord-américaine avec Nas intitulée The Royalty Tour.
Le 8 mai 2019, Blige sort le single Thriving avec la participation de Nas. Lors d’une interview avec Ebro Darden sur Beats 1 pour la première de "Thriving", Blige a annoncé que son prochain album studio sortira avant juillet.

## Discographie

### Albums studio
- 1992 : What's the 411?
- 1994 : My Life
- 1997 : Share My World
- 1999 : Mary
- 2001 : No More Drama
- 2003 : Love & Life
- 2005 : The Breakthrough
- 2007 : Growing Pains
- 2009 : Stronger with Each Tear
- 2011 : My Life II... The Journey Continues (Act 1)
- 2013 : A Mary Christmas
- 2014 : The London Sessions
- 2017 : Strength of a Woman
- 2022 : Good Morning Gorgeous
- 2024 : Gratitude

### Bande originale
- 2014 : Think Like a Man Too (bande originale du film Think Like a Man Too)
- 1995 : Not Goin Cry : Waiting To exhale

### Compilations
- 1993 : What's the 411? Remix
- 1998 : The Tour
- 2000 : Ballads
- 2002 : Dance for Me
- 2006 : My Collection of Love Songs (Live)
- 2006 : Mary J. Blige & Friends
- 2006 : Reflections (A Retrospective)
- 2014 : Think Like a Man Too

### Solo ou duo
| Année                            | Titre                                                             | US Hot 100 | US R&B | US Dance | UK Singles | FRA Singles | Album                                                                                   |
| -------------------------------- | ----------------------------------------------------------------- | ---------- | ------ | -------- | ---------- | ----------- | --------------------------------------------------------------------------------------- |
| 1992                             | You Remind Me                                                     | 29         | 1      | -        | 48         | -           | Strictly Business Soundtrack What's the 411?                                            |
| 1992 1993                        | Real Love [ Royaume-Uni Re-Release ]                              | 7 -        | 1 -    | 3 -      | 68 26      | -           | What's the 411?                                                                         |
| 1993                             | Reminisce                                                         | 57         | 6      | -        | 31         | -           | What's the 411?                                                                         |
| 1993                             | Sweet Thing                                                       | 28         | 11     | -        | -          | -           | What's the 411?                                                                         |
| 1993                             | I Don't Want To Do Anything (avec K-Ci Hailey)                    | 90         | 86     | -        | -          | -           | What's the 411?                                                                         |
| 1993                             | Love No Limit                                                     | 44         | 5      | -        | -          | -           | What's the 411?                                                                         |
| 1994                             | My Love                                                           | -          | 23     | -        | 29         | -           | What's the 411? What's the 411? Remix                                                   |
| 1994                             | You Don't Have to Worry                                           | 63         | 11     | 90       | 36         | -           | What's The 411? Remix                                                                   |
| 1994                             | Be Happ                                                           | 29         | 6      | 78       | 30         | -           | My Life                                                                                 |
| 1995                             | I'm Goin' Down                                                    | 22         | 13     | -        | 12         | -           | My Life                                                                                 |
| 1995                             | Mary Jane (All Night Long)                                        | -          | -      | 2        | 17         | -           | My Life                                                                                 |
| 1995                             | You Bring Me Joy                                                  | 57         | 29     | 1        | -          | -           | My Life                                                                                 |
| 1995                             | I Love You                                                        | 65         | 29     | -        | -          | -           | My Life                                                                                 |
| 1996                             | (You Make Me Feel Like) A Natural Woman                           | 95         | 39     | -        | 23         | -           | New York Undercover Soundtrack My Life (Import version) Share My World (Import version) |
| 1996                             | Not Gon' Cry                                                      | 2          | 1      | 1        | 39         | -           | Waiting To Exhale Soundtrack Share My World                                             |
| 1997                             | Love Is All We Need (featuring Nas)                               | -          | -      | 1        | 15         | -           | Share My World                                                                          |
| 1997                             | I Can Love You (featuring Lil' Kim)                               | 28         | 2      | -        | -          | -           | Share My World                                                                          |
| 1997                             | Everything                                                        | 24         | 5      | -        | 6          | -           | Share My World                                                                          |
| 1997                             | Missing You                                                       | -          | -      | -        | 19         | -           | Share My World                                                                          |
| 1998                             | Seven Days (featuring George Benson)                              | -          | -      | -        | 22         | -           | Share My World                                                                          |
| 1998                             | Beautiful                                                         | -          | 72     | -        | -          | -           | How Stella Got Her Groove Back Soundtrack                                               |
| 1999                             | As (George Michael avec Mary J. Blige)                            | -          | 57     | -        | 4          | 27          | Mary (Import version)                                                                   |
| 1999                             | Sincerity (featuring Nas & DMX)                                   | -          | 72     | -        | -          | -           | Mary (limited edition)                                                                  |
| 1999                             | All That I Can Say                                                | 44         | 6      | -        | 29         | -           | Mary                                                                                    |
| 1999                             | Deep Inside (featuring Elton John)                                | 51         | 9      | -        | 42         | -           | Mary                                                                                    |
| 1999                             | Your Child                                                        | -          | 23     | 1        | -          | -           | Mary                                                                                    |
| 2000                             | Let No Man Put Asunder                                            | -          | -      | 2        | -          | -           | Mary                                                                                    |
| 2000                             | Confrontation (Funkmaster Flex & Big Kap featuring Mary J. Blige) | -          | -      | -        | -          | -           | Mary (limited edition)                                                                  |
| 2000                             | Someday at Christmas                                              | -          | 87     | -        | -          | -           | -                                                                                       |
| 2000                             | Give Me You                                                       | 68         | 21     | -        | 19         | -           | Mary                                                                                    |
| 2001                             | Family Affair (production Dr Dre)                                 | 1          | 1      | 1        | 8          | 1           | No More Drama                                                                           |
| 2001                             | Dance For Me                                                      | -          | -      | 1        | 13         | -           | No More Drama                                                                           |
| 2002                             | No More Drama                                                     | 15         | 16     | 1        | 9          | 42          | No More Drama                                                                           |
| 2002                             | Rainy Dayz (featuring Ja Rule)                                    | 12         | 8      | 6        | 17         | -           | No More Drama                                                                           |
| 2002                             | He Think I Don't Know                                             | -          | -      | 15       | -          | 82          | Dance For Me                                                                            |
| 2003                             | Love @ 1st Sight (featuring Method Man)                           | 22         | 10     | 1        | 18         | 49          | Love & Life                                                                             |
| 2003                             | Ooh!                                                              | 29         | 14     | -        | -          | -           | Love & Life                                                                             |
| 2003                             | Hooked (featuring P. Diddy)                                       | -          | 44     | -        | -          | -           | -                                                                                       |
| 2003 Royaume-Uni 2004 États-Unis | Not Today (featuring Eve, production Dr Dre)                      | 41         | 21     | -        | 40         | -           | Love & Life                                                                             |
| 2003                             | Whenever I Say Your Name (Sting & Mary J. Blige)                  | -          | 77     | -        | 60         | -           | Love & Life ( Royaume-Uni re-release) Sacred Love                                       |
| 2004                             | It's A Wrap                                                       | 100        | 71     | 80       | -          | -           | Love & Life                                                                             |
| 2004                             | Best Of My Love                                                   | -          | -      | -        | -          | -           | GAP Holiday cover                                                                       |
| 2005                             | MJB Da MVP (featuring The Game and 50 Cent)                       | 75         | 19     | -        | -          | -           | The Breakthrough                                                                        |
| 2005                             | Be Without You                                                    | 3          | 1      | 1        | 32         | 22          | The Breakthrough                                                                        |
| 2006                             | One                                                               | 86         | -      | -        | 2          | -           | The Breakthrough                                                                        |
| 2006                             | Enough Cryin                                                      | 32         | 2      |          | 46         | -           | The Breakthrough                                                                        |
| 2006                             | Ain't Really Love                                                 | -          | 73     | -        | -          | -           | The Breakthrough                                                                        |
| 2006                             | Take Me As I Am                                                   | 58         | 3      | -        | -          | -           | The Breakthrough                                                                        |
| 2006                             | We Ride (I See The Future)                                        | -          | -      | -        | -          | -           | Reflections A - Retrospective                                                           |
| 2007                             | Just Fine                                                         | -          | -      | -        | -          | -           | Growing Pains                                                                           |
| 2008                             | Stay Down                                                         | -          | -      | -        | -          | -           | Growing Pains                                                                           |
| 2009                             | Stronger                                                          | -          | -      | -        | -          | -           | Stronger with Each Tear                                                                 |
| 2009                             | The One                                                           | 73         | -      | -        | -          | -           | Stronger with Each Tear                                                                 |
| 2009                             | I Am                                                              | 43         | -      | -        | -          | -           | Stronger with Each Tear                                                                 |
| 2010                             | Each Tear                                                         | -          | -      | -        | -          | -           | Stronger with Each Tear                                                                 |
| 2010                             | We Got Hood Love                                                  | -          | -      | -        | -          | -           | Stronger with Each Tear                                                                 |
| 2011                             | 25/8                                                              | -          | -      | -        | -          | -           | My Life II... The Journey Continues (Act 1)                                             |
| 2011                             | Mr.Wrong                                                          | -          | -      | -        | -          | -           | My Life II... The Journey Continues (Act 1)                                             |

### En featuring
| Année | Titre                                                                                            | US Hot 100 | US R&B | UK Singles | FRA Singles | Album                                       |
| ----- | ------------------------------------------------------------------------------------------------ | ---------- | ------ | ---------- | ----------- | ------------------------------------------- |
| 1993  | Check It Out (Grand Puba featuring Mary J. Blige)                                                | -          | 85     | -          | -           | Reel To Reel                                |
| 1995  | I'll Be There For You/You're All I Need To Get By (Method Man featuring Mary J. Blige)           | 3          | 1      | 10         | -           | Tical                                       |
| 1997  | Can't Knock The Hustle (Jay-Z featuring Mary J. Blige)                                           | -          | -      | 30         | -           | Reasonable Doubt                            |
| 1999  | Lean On Me (Kirk Franklin featuring Mary J. Blige, Bono, R. Kelly, Crystal Lewis and The Family) | 79         | 26     | -          | -           | The Nu Nation Project                       |
| 2000  | 911 (Wyclef Jean featuring Mary J. Blige)                                                        | 38         | 62     | 9          | 11          | The Ecleftic: 2 Sides II A Book             |
| 2001  | Back 2 Life 2001 (DJ Clue featuring Mary J. Blige and Jadakiss)                                  | -          | 57     | -          | -           | The Professional 2                          |
| 2002  | Come Close (Common featuring Mary J. Blige)                                                      | 65         | 27     | -          | -           | Electric Circus                             |
| 2004  | I Try (Talib Kweli featuring Mary J. Blige)                                                      | -          | 77     | 59         | -           | The Beautiful Struggle                      |
| 2005  | Ain't No Way (Patti LaBelle featuring Mary J. Blige)                                             | -          | 62     | 190        | -           | Classic Moments                             |
| 2005  | Love Changes (Jamie Foxx featuring Mary J. Blige)                                                | -          | -      | -          | -           | Unpredictable                               |
| 2006  | Runaway Love (Ludacris featuring Mary J. Blige)                                                  | 2          | 3      | 52         | -           | Release Therapy                             |
| 2007  | All Of Me (50 Cent featuring Mary J. Blige)                                                      |            |        |            | -           | Curtis                                      |
| 2010  | Don't Play This Song, These Worries (Kid Cudi featuring Mary J. Blige)                           | -          | -      | -          | -           | Man on the Moon II: The Legend of Mr. Rager |
| 2014  | It's A Wrap (Mariah Carey featuring Mary J. Blige)                                               | -          | -      | -          | -           | Me. I Am Mariah... The Elusive Chanteuse    |
| 2014  | Stay With Me (Sam Smith featuring Mary J. Blige)                                                 | -          | -      | -          | -           | -                                           |

## Filmographie

### Télévision
- 1994 : New York Undercover - saison 1 - épisode 14 : Elle-même
- 1998 : The Jamie Foxx Show : Ola Mae
- 1999 : Moesha - saison 5 - épisode 1 : Elle-même
- 2001 : La Vie avant tout - saison 2 - épisode 4 : Simone Fellows
- 2007 : Ghost Whisperer - saison 2 - épisode 15 : Jackie Boyd
- 2007 : Entourage - saison 4 - épisode 8 : Elle-même
- 2009 : 30 Rock - saison 3 - épisode 22 : elle-même
- 2015 : Empire - saison 1 - épisode 10 : Angie
- 2015 : Black-ish - saison 1 - épisode 24 : Mirabelle
- 2016-2017 : Murder : Ro
- 2019 : Umbrella Academy - saison 1 : Cha-cha
- 2019 : Scream: Resurrection : Sherry Elliot
- 2020 : Power Book II: Ghost : Monet

### Cinéma
- 2001 : Angel: One More Road to Cross : la gardienne des Anges
- 2001 : Prison Song : Mme Butler
- 2009 : I Can Do Bad All by Myself : Tanya
- 2012 : Rock Forever (Rock of Ages) : Justice Charlie
- 2013 :  Black Nativity : Angel
- 2017 : Mudbound de Dee Rees : Florence Jackson
- 2018 : Sherlock Gnomes de John Stevenson : voix d'Irène et chanson Stronger than I ever was
- 2020 : Body Cam de Malik Vitthal : Renee Lomito-Smith
- 2021 : Respect de Liesl Tommy : Dinah Washington

## Distinctions
Musique
- 1995 : colauréate d'un Grammy Award, catégorie "meilleure prestation de rap interprétée par une duo ou un groupe" pour I'll Be There For You/You're All I Need To Get By[16].
- 2002 : lauréate d'un Grammy Award, catégorie "meilleure prestation féminine pour une chanson de R&B", pour He Think I Don't Know[17].
- 2003 : co-lauréate d'un Grammy Award, catégorie "meilleure collaboration pop vocale" pour Whenever I Say Your Name[18].
- 2006 : lauréate de trois Grammy Awards, catégories "meilleure prestation pour une chanteuse de R&B" et "meilleure chanson de R&B" pour Be without you et catégorie "meilleur album de R&B" pour The Breakthrough[19].
- 2006 : lauréate du Billboard Music Award[20].
- 2007 : lauréate de deux Grammy Awards, catégorie "meilleure prestation de R&B interprétée par un duo ou un groupe" pour Disrespectful et catégorie "meilleure performance de gospel" pour Never Gonna Break My Faith[21].
- 2007 : lauréate du  Voice of Music Award décerné par l'American Society of Composers, Authors and Publishers (ASCAP)[22].
- 2008 : lauréate d'un Grammy Award, catégorie "meilleur album de R&B contemporain" pour Growing Pains[23].
- 2012 : lauréate d' un Black Reel Awards, catégorie "meilleure chanson originale ou adaptée" pour The Living Proof de la bande son du film La Couleur des sentiments[24].
- 2017 : lauréate de l'Icon of the Year Award lors de la cérémonie du Billboard Women in Music (en)[25],[26].
- 2018 : cérémonie d'inscription de son étoile sur le Walk of Fame de Hollywood au 6201, Hollywood Boulevard[27],[28].

Cinéma
- 2018 : nomination pour le Critic's Choice Movie Award décerné par la  Broadcast Film Critics Association, catégorie "meilleure actrice dans un second rôle", pour son rôle dans le film Mudbound[29].